# Heinrich Dove
Heinrich Wilhelm Dove (født 6. oktober 1803 i Liegnitz, død 4. april 1879 i Berlin) var en tysk fysiker, far til Richard og Alfred Dove. 
Dove studerede matematik og fysik, blev 1826 privatdocent ved universitetet i Königsberg, 1829 professor i fysik ved universitetet i Berlin, hvor han udfoldede en stor virksomhed som lærer og som forsker på så godt som alle områder af den fysikaliske videnskab; han beskæftigede sig med forkærlighed med elektricitet og optik, særlig med induktionsstrømme og lysets polarisation, medens hans væsentligste arbejder kom den unge meteorologi til nytte; 1848 var han blevet direktør for det meteorologiske institut i Berlin. 
Han opstillede sin drejningslov for vinden, samlede en mængde meteorologiske materiale for derigennem at undersøge varmens fordeling på jordens overflade, lufttrykkets fordeling, de fremherskende vinde og deres forhold til de andre klimatologiske elementer m. m. Mange fysikaliske arbejder af Dove er optagne i det berlinske Videnskabernes Akademis skrifter og i Poggendorfs Annaler. Hans vigtigste arbejder i meteorologisk retning er: Meteorologische Untersuchungen (1837), Die Verbreitung der Wärme auf der Oberfläche der Erde (1852), Das Gesetz der Stürme (1857).